# Chroococcus
Chroococcus è un genere di Cyanobacteria (chiamati impropriamente alghe azzurre) della famiglia Croococcacee cui appartengono una cinquantina di specie d'acqua dolce (per lo più planctoniche) e subaeree, tutte formate da colonie di 4 cellule o suoi multipli, racchiuse in guaine scolorate stratificate o omogenee.
La riproduzione vegetativa avviene per divisione secondo i tre piani dello spazio.